# Harriet Brooks
Harriet Brooks (2 juillet 1876 - 17 avril 1933) est aujourd'hui reconnue pour avoir été la première femme physicienne nucléaire canadienne.

## Biographie

### Études et premiers travaux à Montréal
Harriet Brooks naquit en 1876 dans la ville d'Exeter en Ontario au Canada. Plus tard, sa famille s'installe à Montréal où, en 1894, elle s'inscrit au Collège Victoria de l'université McGill. En 1894, elle y a obtenu un baccalauréat en mathématiques et en philosophie naturelle. Travaillant dès lors sous la direction d'Ernest Rutherford, ses travaux portèrent tout d'abord sur les Amortissements des oscillations électriques. Rutherford, qui s'était vu offrir une chaire de physique par l'université McGill, avait accepté cette offre. Il y travailla de 1898 à 1907. Pour Harriet Brooks, ce fut l'occasion de collaborer aux recherches du physicien néo-zélandais sur la radioactivité.
L'année même où la future physicienne obtint son premier diplôme de McGill, Marie Curie et Gerhard Carl Schmidt découvrent, indépendamment l'un de l'autre, la radioactivité du thorium (1898). Cette découverte décidera de l'orientation de ses recherches qui feront suite à ses travaux sur les oscillations électriques. Elle se voit confier ainsi une tâche sur laquelle elle travaillera durant deux ans : découvrir la nature de l'émanation du thorium, deux années au bout desquelles elle conclut que cette émanation du thorium est constitué d'un gaz de poids atomique plus faible que celui du thorium. C'était l'une des premières observations de la transmutation d'un élément. Ce travail fut publié en 1901 dans les Transactions of the Royal Society of Canada sous le titre The New Gas from Radium. Ce gaz est connu aujourd'hui comme étant le radon. Cette même année 1901, elle obtint son diplôme de maîtrise, devenant ainsi la première femme à obtenir ce diplôme de cette université.

### Études et travaux aux États-Unis et en Europe
À la suite de ces travaux, elle part étudier en Pennsylvanie, aux États-Unis, au Collège Bryn Mawr durant l'année académique 1901 - 1902 à la suite de laquelle elle se voit offrir une bourse (President's European Fellowship) lui permettant d'aller poursuivre sa formation dans une institution européenne de haut niveau. Elle passera ainsi l'année 1902 - 1903 au laboratoire Cavendish de Cambridge, en Angleterre à travailler sous la direction du physicien Joseph John Thomson. Durant ce séjour, elle y réalisa la première mesure de la demi-vie du radon.
Il existe de nombreux isotopes du radon. Celui qu'a étudié Brooks était manifestement le radon 220 issu de la chaîne de désintégration du thorium 232 via le radium 224. Cet isotope est appelé thoron. La valeur obtenue par Brooks pour la demi-vie de cet élément était d'une minute. La valeur actuelle admise est de 55,6 secondes. Ses travaux l'ont d'ailleurs conduit à suggérer que pourrait se manifester le phénomène parmi lequel plusieurs désintégrations successives entrent en jeu.
À la suite de ces travaux en Angleterre, elle retourna en 1903 travailler auprès de Rutherford à l'université McGill.
Durant cette période, elle observa ce qu'on appelle aujourd'hui le phénomène de radioactivité induite : elle observe qu'une plaque non-radioactive placée dans un récipient radioactif devient elle-même radioactive,,.
En 1904, elle accepte un poste de tutrice en physique au Collège Barnard à New York, un collège affilié à l'université Columbia. Elle y restera jusqu'en 1906, quand on la force à démissionner car elle s'est fiancée. Elle part ensuite travailler un an à Paris dans le laboratoire de Marie Curie à l'Institut du Radium. En 1907, alors qu'elle se fait offrir de passer une autre année à Paris, elle décline l'offre pour accepter celle de Rutherford qui l'invite à travailler avec lui alors qu'il vient d'obtenir un poste de professeur à l'université de Manchester.
À propos du travail de Brooks, Rutherford précise :
« […] elle a dirigé son attention sur un type particulier de volatilité dû au dépôt actif du radium immédiatement après son retrait de l'émanation. À la lumière des résultats ultérieurs de Hahn et Russ et ceux de Markower en 1909, il est clair que l'effet était dû au recul du radium B de la surface active accompagnant l'expulsion d'une particule alpha du Radium A. Cette méthode de la séparation des éléments de recul s'est finalement révélée d'une grande importance pour démêler la série complexe de changements dans les corps radioactifs ».
E. Rutherford, Nature, vol. 131, p. 865, 1933.

### Vie d'épouse et de mère
Son mariage avec Frank Pitcher mettra fin à sa carrière de chercheuse en 1907 alors qu'elle est âgée de 31 ans. Le couple ira vivre à Montréal et aura trois enfants dont le premier mourra d'une méningite cérébro-spinale tandis que le second se suicidera alors qu'il était étudiant à l'université McGill. Harriet Brooks mourut en 1933 à l'âge de 56 ans possiblement d'une leucémie.

## Histoire de la redécouverte de son existence
Pour le grand public, le nom de Harriet Brooks semble avoir été pratiquement inconnu jusqu'en 1992, année où fut publiée la première biographie la concernant par Marelene Rayner-Canham et Geoff Rayner-Canham : Harriet Brooks: Pioneer Nuclear Scientist.
C'est dans un ouvrage d'histoire de la chimie publié deux ans après sa mort, en 1935, Discovery of the Elements, rédigé par Mary Elvira Weeks et réédité plusieurs fois qu'on retrouve le nom de Harriet Brooks mentionné dans un court passage et dont personne n'a semblé avoir prêté attention. À la fin des années 1980, Geoff Rayner-Canham parcourait les pages de cet ouvrage, devenu depuis lors une classique de la littérature anglaise dans ce domaine de l'histoire des sciences. C'est alors qu'il tomba sur la photo de cette jeune femme prise en 1898 et dont il n'avait jamais rencontré le nom. Intrigués, lui et Marelene Rayner-Canham décidèrent de mener leur recherche pour en savoir davantage.
Après des recherches aux Archives de l'université McGill et aux Archives Rutherford de l'université de Cambridge, ils eurent la chance de rencontrer Margaret Gillette qui écrivait une compilation de biographies de femmes ayant étudié à McGill. Celle- ci put leur remettre un numéro de téléphone qui leur permit finalement d'entrer en contact avec Paul Brooks Pitcher, le dernier enfant survivant de Harriet Brooks. Ce dernier leur permis de consulter des papiers qui appartenaient à sa mère. Ce ne fut finalement qu'au bout de trois ans qu'ils eurent suffisamment d'informations à leur disposition pour faire paraître cette biographie.

## Les raisons possibles d'une telle éclipse
Au terme de leur enquête, Marelene Rayner-Canham et Geoff Rayner-Canham n'ont pas manqué de s'interroger sur les raisons qui peuvent expliquer que cette pionnière ayant travaillé avec Ernest Rutherford, J.J. Thomson et Marie Curie et produit des résultats de première importance dans ce domaine scientifique alors en émergence ait été reléguée aux oubliettes. L'une des réponses leur est venu du sociologue américain Robert Merton invoquant l'effet Matthieu voulant que les résultats obtenus profitent aux institutions et aux chercheurs renommés au détriment de ceux de second plan. À cet effet, l'historienne des sciences américaine, Margaret Rossiter précise que ce constat est plus marqué encore en ce qui concerne les femmes scientifiques, ce qu'elle dénomme l'effet Matilda selon lequel les résultats obtenus lors de collaborations mixtes entre chercheurs et chercheuses sont souvent attribués aux seuls collègues masculins.

## Distinctions et reconnaissance posthume
- Boursière du Bryn Mawr College (President's European Fellowship).
- Membre élu de la Société de physique de l'université McGill[10].
- Admise au Panthéon canadien des sciences et du génie, institué en 1991[13].

- La Revue canadienne de physique lui rend hommage sur la page couverture de son numéro de janvier 2015[14].

- En 2016, l'édifice Harriet Brooks, construit selon les normes Argent du LEED, a ouvert ses portes aux Laboratoires nucléaires de Chalk River[15].

- En novembre 2017, Services partagés Canada a commémoré deux scientifiques canadiens, Harriet Brooks et Kenneth Hare, en nommant des superordinateurs en leur honneur[16].

## Citations
« I think it is a duty I owe to my profession and to my sex to show that a woman has a right to the practice of her profession and cannot be condemned to abandon it merely because she marries. I cannot conceive how women's colleges, inviting and encouraging women to enter professions can be justly founded or maintained denying such a principle. »
« Je pense que c'est un devoir que je dois à ma profession et mon sexe de montrer qu'une femme a le droit à la pratique de sa profession et ne peut être condamnée à abandonner celle-ci simplement parce qu'elle se marie. Je ne peux pas concevoir comment les collèges de femmes, invitant et encourageant les femmes à entrer dans ces professions peuvent être à juste titre fondés de nier un tel principe. »
Harriet Brooks (citée dans Harriet Brooks: Pioneer Nuclear Scientist).

## Publications
- En collaboration avec Ernest Rutherford : The New Gas from Radium. In: Transactions of the Royal Society of Canada. série 2, vol. 7, 1901, section III, p. 21–25 (en ligne)
- En collaboration avec Ernest Rutherford : New Gas from Radium. In: The Chemical News and Journal of Physical Science, vol. 85, 1902, p. 196–197.
- En collaboration avec Ernest Rutherford : Comparison of the Radiations from Radioactive Substances. In: Philosophical Magazine, série 6, vol. 4, no 19, 1902, p. 1–23, DOI 10.1080/14786440209462814.
- Volatile Product from Radium, Nature, vol. 70, p. 270, 1904, DOI 10.1038/070270b0

## Littérature
- Marelene F. Rayner-Canham, Geoffrey W. Rayner-Canham, Harriet Brooks: Pioneer Nuclear Scientist, McGill-Queen's Press, 1992  (ISBN 0-7735-0881-3).
- Marelene Rayner-Canham, Geoff Rayner-Canham, Harriet Brooks (1876–1933): Canada’s First Woman Physicist. In: Physics in Canada/La Physique au Canada, vol. 61, no 1, 2005, p. 29–32 [PDF].
- Milorad Mlađenović, The History of Early Nuclear Physics: (1896–1931), World Scientific, 1992, p. 73  (ISBN 981-02-0807-3).
- Marilyn Ogilvie, Joyce Harvey (Hrsg.), The Biographical Dictionary of Women in Science: Pioneering Lives from Ancient Times to the Mid-Twentieth Century, vol. 1, Taylor & Francis, New York/ Londres, 2000, p. 184-185  (ISBN 0-415-92039-6).